# کراساوا
کراساوا (به صربی: Krasava) یک منطقهٔ مسکونی در صربستان است که در کروپانگ واقع شده‌است. کراساوا ۶۴۹ نفر جمعیت دارد.